# Noget om nisser
Noget om nisser er en dansk julekalender for børn som blev vist på DR1 i 1972. 

## Medvirkende
- Poul Thomsen
- Olaf Nielsen
- Vigga Bro
- Ove Sprogøe